# Yitzhak Arieli
Yitzhak Arieli (en hebreo: יצחק אריאלי‎); (Jerusalén, Eretz Israel, 1896 - 5 de abril de 1974) fue un destacado rabino israelí.

## Biografía
Arieli nació en 1896 en la Ciudad Vieja de Jerusalén, que entonces formaba parte del Imperio Otomano, y estudió en las yeshivot Torat Hayim y Etz Chaim en Jerusalén.
Fue uno de los fundadores de los barrios de Kiryat Shmuel y Neve Sha'anan en el centro de Jerusalén. También fue el líder espiritual del barrio Knesset Yisrael, donde residía.
Arieli desarrolló una estrecha relación con Rav Kook tras la llegada de este último a Jerusalén en 1921 y se convirtió en uno de sus principales alumnos.
Arieli fue nombrado posek del Hospital Bikur Holim y se desempeñó como mashgiach ruchani de la Yeshivá Mercaz HaRav Kook de Jerusalén.
Su nieto Asher Arieli es profesor titular en Yeshivas Mir. Su nieta Yael Willner es jueza en la Corte Suprema de Israel .

## Premios y distinciones

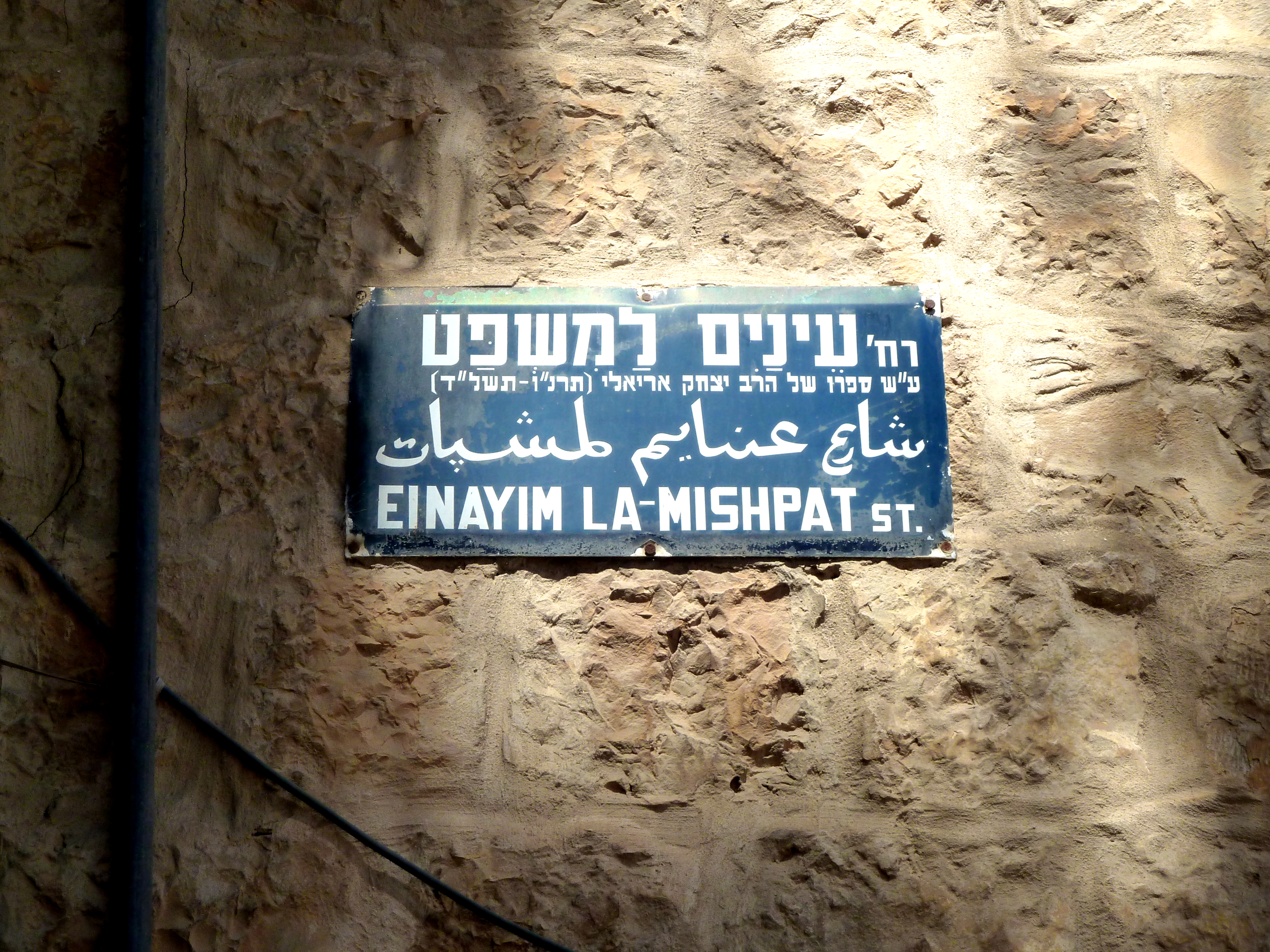
Cartel de la calle Einayim La-Mishpat en el barrio Nachlaot de Jerusalén, en homenaje al Rabino Yitzhak Arieli por su libro de nombre homónimo.

- En 1966, el rabino Arieli recibió el Premio Israel, en Literatura rabínica.[2]
- Hay una calle que lleva el nombre del rabino Arieli en Beitar Illit, y en el barrio Nachlaot de Jerusalén hay una calle que lleva el nombre del título de uno de sus libros "Einayim Lemishpat" (31°46′59″N 35°12′49″E / 31.7830663, 35.2136337).

## Obras publicadas
- Anaim Lemishpat
- Shirat Hage'ulah - sobre la Hagadá de Pesaj
- Midrash Arieli